# علم الأحياء الحية
علم الأحياء الحية هو جزء من علم الأحياء الذي على النقيض من علم الأحياء القديمة يتعامل مع الكائنات الحية غير المنقرضة ويتعلق بدراسة الأصنوفات الموجودة (مثل الأنواع وأجناس والفصائل) وأعضاءها التي على قيد الحياة بدلاً من التي انقرضت، على سبيل المثال:
- الموظ هو أحد الأنواع الموجودة والدودو هو أحد الأنواع المنقرضة.
- في مجموعة الرخويات المعروفة باسم رأسيات القدم، اعتبارا من 1987 كان هناك حوالي 600 من الأنواع الموجودة و7,500 من الأنواع المنقرضة.[1]

الأصنوفة يمكن تصنيفها على أنها انقرضت إذا كان هناك اتفاق على نطاق واسع أو تم التحقق من أن أي من أعضائها لم يعد حياً. على العكس من ذلك، يمكن إعادة تصنيف الأصنوفة المنقرضة على أنها حية إذا كان هناك اكتشافات جديدة لأنواع حية تنتمي لها («أصنوفة إلعازر») أو إذا تم إعادة تصنيف أنواع حية معروفة سابقا كأعضاء في تلك الأصنوفة.
معظم علماء الأحياء وعلماء الحيوان وعلماء النبات هم بحكم الممارسة علماء أحياء حية وهذا المصطلح يستخدم إلى حد كبير من علماء الأحياء القديمة للإشارة إلى زملائهم من علماء الأحياء غير القديمة. وقال ستيفن جاي غولد عن علم الأحياء الحية:

«كل المهن تحتفظ بضيق الأفق الخاص بها، وأنا على ثقة أن القراء من غير علماء الأحياء القديمة سوف يغفرون لنا إعلاننا هذا. نحن علماء الأحياء القديمة بحاجة إلى اسم علم على النقيض من العلم الذي نمارسه بحيث نطلقه على جميع الناس الذين يدرسون الكائنات الحية الحديثة والبشر أو البيئة.ولذلك فإنك تصبح عالم أحياء حية. نحن نعترف بالطابع غير متوازن والضيق لهذه التقسيم الثنائية.».

علم الأحياء التطوري عند علماء الأحياء الحية يقع في منظور زمني بين 100 إلى 1000 سنة. الأساس في علم الأحياء الحية يعتمد على نماذج للانتقاء الطبيعي وكذلك الانتواع. عند مقارنة طرق علم الأحياء الحية مع تلك في علم الأحياء القديمة التطوري فنجد إنها تركز بشكل أكبر على التجارب،
هناك حالات انقطاع أكثر تكرارًا في علم الأحياء القديمة أكثر منها في علم الأحياء الحية لأن علم الأحياء القديمة ينطوي على دراسة أصنوفات منقرضة بينما ينطوي علم الأحياء الحية على دراسة كائنات حية موجودة ومتاحة لأخذ عينات وإجراء البحوث عليها. تستخدم طريقة البحث في علم الأحياء الحية التصنيف التفرعي لفحص التشكل وعلم الوراثة. ويركز علم الأحياء الحية على البيانات الجينية والبنية الجماعات من الكائنات أكثر من علم الأحياء القديمة.